# 남쿠르두판주

남쿠르두판주의 위치

남쿠르두판주(아랍어: جنوب كردفان)는 수단을 구성하는 15개 주 가운데 하나로, 수단 남부에 위치한다. 주도는 카두클리이며 인구는 1,111,859명(2006년 기준), 면적은 158,355km2이다. 누바 산맥이 위치한다. 남쪽으로는 남수단과 국경을 접한다.

## 같이 보기
- 쿠르두판
- 누바산맥